# Benny & Joon
Benny & Joon è un film del 1993 diretto da Jeremiah S. Chechik.

## Trama
Joon Pearl è una giovane ragazza che vive assieme al fratello Benny e soffre di una malattia mentale. Continuamente in apprensione per la sorella, Benny assume una dopo l'altra diverse governanti che badino a lei e alla casa, ma Joon fa sempre in modo di allontanarle con il proprio comportamento.
Una sera Benny porta Joon con sé ad una partita di poker, mentre lui è via la sorella gioca al suo posto perdendo la partita ed è costretto a portare a casa Sam, lo strano cugino del vincitore.
Sam si rivela piuttosto stravagante ed eccentrico. È appassionato di vecchi film, in particolar modo quelli di Buster Keaton, che cerca di imitare nei comportamenti e nell'abbigliamento. Il cugino, frustrato dal suo mutismo e dal suo continuo fare il mimo, lo scarica volentieri ai Pearl.
Qui Sam inizia a prendersi cura della casa e a cucinare, diventa così ben voluto da Benny e Joon nonostante la sua bizzarria.
Tra Sam e Joon nasce presto una relazione che Benny è molto riluttante ad accettare, infatti appena loro trovano il coraggio di comunicarglielo, Benny caccia via di casa Sam, inimicandosi Joon.
Parte del nucleo tematico del film riguarda l'utilizzo da parte di Benny dello stato mentale della sorella come una scusa per evitare i rapporti sociali. Questo capita ad esempio con Ruthie, verso cui Benny nutre interessi amorosi.

## Riconoscimenti
- 1994 – Golden Globe
  - Candidato per il miglior attore in un film commedia o musicale a Johnny Depp